# Martijn van Iterson
Martijn van Iterson (Leiden, 11 juli 1970) is een Nederlands jazzgitarist, componist en docent. 
Hij studeerde in 1993 cum laude af aan het Hilversums Conservatorium, waar hij onder andere les had van Wim Overgaauw. In 2004 ontving hij op het North Sea Jazz Festival uit handen van Pat Metheny de Bird Award, sinds 2006 de Paul Acket Award geheten. Van Iterson speelde met vele grote namen uit de jazzwereld waaronder Jim Hall, Lee Konitz, Toots Thielemans, Mike Stern, Randy Brecker, Piet Noordijk, Kurt Rosenwinkel en Rita Reys. Hij was lid van groepen als D-Code, Picks Might Fly en All the King's Men. Tevens is hij momenteel  vaste gitarist van het Jazz Orchestra of the Concertgebouw. Hij heeft drie albums onder eigen naam uitgebracht. Tegenwoordig geeft van Iterson les op zowel het Koninklijk Conservatorium en het Conservatorium van Amsterdam.

## Discografie
Als leider:
- It's Happening, Via Records, 1998
- The Whole Bunch, Munich Records, 2004
- Streetwise, Munich Records, 2006
- Swarms, Martvani Music, 2014